# Groupe A des éliminatoires de la zone Afrique de la Coupe du monde de football 2022
Navigation
Groupe B
Le groupe A de la zone Afrique des éliminatoires de la Coupe du monde de football 2022 est l'un des dix groupes de la zone Afrique des éliminatoires de la Coupe du monde dont la phase finale se déroule en 2022 au Qatar. Le groupe A du deuxième tour des éliminatoires de la coupe du monde 2022 met aux prises l'Algérie, équipe surnommée les Fennecs, le Burkina Faso, finaliste de la CAN 2013, le Niger et enfin Djibouti, équipe issue du premier tour de qualification grâce à sa victoire (0-0, 2-1) contre l'Eswatini.
L'Algérie, vainqueur du groupe, se qualifie pour le troisième tour de ces éliminatoires.

## Tirage au sort
Le tirage au sort du deuxième tour a eu lieu le 21 janvier 2020, à 19h00 CAT ( UTC+2 ), au Nile Ritz-Carlton au Caire, en Égypte. 
Le classement était basé sur le classement mondial de la FIFA de décembre 2019 (indiqué entre parenthèses ci-dessous) :
- Chapeau 1 : Algérie (3e du classement CAF et 35e du classement FIFA)
- Chapeau 2 : Burkina Faso (11e du classement CAF et 62e du classement FIFA)
- Chapeau 3 : Niger (28e du classement CAF et 112e du classement FIFA)
- Chapeau 4 : Djibouti (40e du classement CAF et 184e du classement FIFA)

## Résultats

### Classement
| Rang | Équipe       | Pts | J | G | N | P | Bp | Bc | Diff |  | Résultats (▼ dom., ► ext.) |     |     |     |     |
| ---- | ------------ | --- | - | - | - | - | -- | -- | ---- |  | -------------------------- | --- | --- | --- | --- |
| 1    | Algérie      | 14  | 6 | 4 | 2 | 0 | 25 | 4  | +21  |  | Algérie                    |     | 2-2 | 6-1 | 8-0 |
| 2    | Burkina Faso | 12  | 6 | 3 | 3 | 0 | 12 | 4  | +8   |  | Burkina Faso               | 1-1 |     | 1-1 | 2-0 |
| 3    | Niger        | 7   | 6 | 2 | 1 | 3 | 13 | 17 | -4   |  | Niger                      | 0-4 | 0-2 |     | 7-2 |
| 4    | Djibouti     | 0   | 6 | 0 | 0 | 6 | 4  | 29 | -25  |  | Djibouti                   | 0-4 | 0-4 | 2-4 |     |

- Sélection qualifiée pour le Troisième et dernier tour de ces éliminatoires de la zone Afrique.

### Première journée
| 2 septembre 2021 | Niger                                  | 0 - 2                        | Burkina Faso                              | Grand stade de Marrakech, Marrakech ( Maroc)        |                                                     |
| 18h00 UTC+0      |                                        | (0 - 0)                      | 76e (pen.) Traoré · 79e Konaté (Sangaré ) | Spectateurs : Huis clos Arbitrage : Samuel Uwikunda | Spectateurs : Huis clos Arbitrage : Samuel Uwikunda |
| 18h00 UTC+0      | Moumouni 22e · Zambo 52e · Mohamed 54e | Rapport (FIFA) Rapport (CAF) | 81e Guira                                 | Spectateurs : Huis clos Arbitrage : Samuel Uwikunda | Spectateurs : Huis clos Arbitrage : Samuel Uwikunda |

| 2 septembre 2021 | Algérie | 8 - 0                        | Djibouti     | Stade Mustapha-Tchaker, Blida                   |                                                 |
| 21h00 UTC+0      | ( Mahrez) Slimani 5e · Slimani 25e (pen.) · Bensebaini 26e · Bounedjah 39e (pen.) · ( Belaïli) Slimani 46e · ( Belaïli) Slimani 53e · ( Zeffane) Mahrez 67e · Zerrouki 69e | (4 - 0)                      |              | Spectateurs : Huis clos Arbitrage : Blaise Ngwa | Spectateurs : Huis clos Arbitrage : Blaise Ngwa |
| 21h00 UTC+0      | Benlamri 33e | Rapport (FIFA) Rapport (CAF) | 23e Youssouf | Spectateurs : Huis clos Arbitrage : Blaise Ngwa | Spectateurs : Huis clos Arbitrage : Blaise Ngwa |

### Deuxième journée
| 6 septembre 2021 | Djibouti                       | 2 - 4                        | Niger                                                                                    | Complexe sportif Moulay-Abdallah, Rabat ( Maroc)  |                                                   |
| 14h00 UTC+0      | Farah Ali 32e · Said 46e       | (1 - 0)                      | 49e Adebayor (Mohamed ) · 56e Adebayor (Sabo (en) ) · 65e (pen.) Wonkoye · 68e Sabo (en) | Spectateurs : Huis clos Arbitrage : Celso Alvação | Spectateurs : Huis clos Arbitrage : Celso Alvação |
| 14h00 UTC+0      | Youssouf (en) 45+3e · Said 90e | Rapport (FIFA) Rapport (CAF) | 50e Moussa (en) · 50e Oumarou · 83e Adamou · 90+2e Lybohy                                | Spectateurs : Huis clos Arbitrage : Celso Alvação | Spectateurs : Huis clos Arbitrage : Celso Alvação |

| 7 septembre 2021 | Burkina Faso              | 1 - 1                        | Algérie                 | Grand stade de Marrakech, Marrakech ( Maroc)     |                                                  |
| 20h00 UTC+0      | (Traoré ) Tapsoba 64e     | (0 - 1)                      | 18e Feghouli (Slimani ) | Spectateurs : Huis clos Arbitrage : Joshua Bondo | Spectateurs : Huis clos Arbitrage : Joshua Bondo |
| 20h00 UTC+0      | Tapsoba 15e · Sangaré 75e | Rapport (FIFA) Rapport (CAF) | 22e Bensebaini          | Spectateurs : Huis clos Arbitrage : Joshua Bondo | Spectateurs : Huis clos Arbitrage : Joshua Bondo |

### Troisième journée
| 3e journée                 | Algérie | 6 - 1                        | Niger          | Stade Mustapha-Tchaker, Blida                             |                                                           |
| 8 octobre 2021 21h00 UTC+0 | Mahrez 27e · Oumarou 47e (csc) · Mahrez 60e (pen.) · Souleymane 70e (csc) · ( Atal) Slimani 76e · ( Zorgane) Slimani 88e | (1 - 0)                      | Sosah 50e      | Spectateurs : Huis clos Arbitrage : Daniel Laryea Nii Ayi | Spectateurs : Huis clos Arbitrage : Daniel Laryea Nii Ayi |
| 8 octobre 2021 21h00 UTC+0 | Zerrouki 31e | Rapport (FIFA) Rapport (CAF) | 45+2e Adebayor | Spectateurs : Huis clos Arbitrage : Daniel Laryea Nii Ayi | Spectateurs : Huis clos Arbitrage : Daniel Laryea Nii Ayi |

| 8 octobre 2021 | Djibouti                         | 0 - 4                        | Burkina Faso                                                                                           | Grand stade de Marrakech, Marrakech ( Maroc)              |                                                           |
| 21h00 UTC+0    |                                  | (0 - 1)                      | Tapsoba 45+2e ( Ouédraogo) · Tapsoba 48e ( Konaté) · Kaboré 51e ( Tapsoba) · Konaté 60e ( Sanogo (en)) | Spectateurs : Huis clos Arbitrage : Chelangat Ali Sabilla | Spectateurs : Huis clos Arbitrage : Chelangat Ali Sabilla |
| 21h00 UTC+0    | Wais (en) 23e · Mohamed Aden 67e | Rapport (FIFA) Rapport (CAF) | 23e Dabo · 80e Konaté · 90+4e Koffi                                                                    | Spectateurs : Huis clos Arbitrage : Chelangat Ali Sabilla | Spectateurs : Huis clos Arbitrage : Chelangat Ali Sabilla |

### Quatrième journée
| 11 octobre 2021 | Burkina Faso                            | 2 - 0                        | Djibouti                                            | Grand stade de Marrakech, Marrakech ( Maroc)      |                                                   |
| 18h00 UTC+0     | ( Sanogo (en)) Dayo 30e · Tapsoba 63e   | (1 - 0)                      |                                                     | Spectateurs : Huis clos Arbitrage : Hassen Corneh | Spectateurs : Huis clos Arbitrage : Hassen Corneh |
| 18h00 UTC+0     | Yago 45+3e · Traoré (en) 65e · Dayo 80e | Rapport (FIFA) Rapport (CAF) | 14e Idleh Hamza (en) · 52e Hankuye · 67e Saad Daher | Spectateurs : Huis clos Arbitrage : Hassen Corneh | Spectateurs : Huis clos Arbitrage : Hassen Corneh |

| 12 octobre 2021 | Niger       | 0 - 4                        | Algérie                                                                                  | Stade Général-Seyni-Kountché, Niamey    |                                         |
| 18h00 UTC+0     |             | (0 - 2)                      | 20e Mahrez ( Bounedjah) · 33e Mandi · 48e Bennacer ( Feghouli) · 54e Bounedjah ( Mahrez) | Spectateurs : 2 000 Arbitrage : Issa Sy | Spectateurs : 2 000 Arbitrage : Issa Sy |
| 18h00 UTC+0     | Oumarou 80e | Rapport (FIFA) Rapport (CAF) | 45+1e Atal                                                                               | Spectateurs : 2 000 Arbitrage : Issa Sy | Spectateurs : 2 000 Arbitrage : Issa Sy |

### Cinquième journée
| 12 novembre 2021 | Djibouti                                      | 0 - 4                        | Algérie                                                                                     | Stade international du Caire, Le Caire ( Égypte)               |                                                                |
| 13h00 UTC+0      |                                               | (0 - 3)                      | 29e Belaïli (Bounedjah ) · 40e Benrahma (Zorgane ) · 42e Feghouli (Benrahma ) · 86e Slimani | Spectateurs : Huis clos Arbitrage : Djindo Louis Houngnandande | Spectateurs : Huis clos Arbitrage : Djindo Louis Houngnandande |
| 13h00 UTC+0      | Ali Youssouf 23e · Youssouf Batio Mohamed 31e | Rapport (FIFA) Rapport (CAF) | 13e Réda Halaïmia                                                                           | Spectateurs : Huis clos Arbitrage : Djindo Louis Houngnandande | Spectateurs : Huis clos Arbitrage : Djindo Louis Houngnandande |

| 12 novembre 2021 | Burkina Faso             | 1 - 1                        | Niger                                              | Grand stade de Marrakech, Marrakech ( Maroc)      |                                                   |
| 13h00 UTC+0      | Issoufou Dayo 55e (pen.) | (0 - 1)                      | 34e (pen.) Oumarou                                 | Spectateurs : Huis clos Arbitrage : Samir Guezzaz | Spectateurs : Huis clos Arbitrage : Samir Guezzaz |
| 13h00 UTC+0      | Mohamed Konaté 74e       | Rapport (FIFA) Rapport (CAF) | 40e Abdoul Moumouni (en) · 59e Madjid Soumana (en) | Spectateurs : Huis clos Arbitrage : Samir Guezzaz | Spectateurs : Huis clos Arbitrage : Samir Guezzaz |

### Sixième journée
| 15 novembre 2021 | Niger | 7 - 2                        | Djibouti                          | Stade Général-Seyni-Kountché, Niamey                       |                                                            |
| 17h00 UTC+0      | (Sosah ) Adebayor 14e · (Abdoul Aziz (en) ) Adebayor 36e · (Sabo (en) ) Wonkoye 62e · (Sabo (en) ) Sosah 64e · (Sosah ) Adebayor 75e · Djibrilla 85e · Djibrilla 87e | (2 - 1)                      | 33e Abdi Ahmed · 69e Ibrahim Aden | Spectateurs : 2 000 Arbitrage : Athoumani Mohamed Youssouf | Spectateurs : 2 000 Arbitrage : Athoumani Mohamed Youssouf |
| 17h00 UTC+0      | Oumarou 48e · Wonkoye 68e · Van Attenhoven 69e · Sabo (en) 72e | Rapport (FIFA) Rapport (CAF) | 65e Hassan · 69e Ibrahim Aden     | Spectateurs : 2 000 Arbitrage : Athoumani Mohamed Youssouf | Spectateurs : 2 000 Arbitrage : Athoumani Mohamed Youssouf |

| 16 novembre 2021 | Algérie                                         | 2 - 2   | Burkina Faso                                 | Stade Mustapha-Tchaker, Blida                 |                                               |
| 17h00 UTC+0      | ( Belaïli) Mahrez 21e · ( Belaïli) Feghouli 68e | (1 - 1) | 37e Sanogo (en) (Sangaré ) · 84e (pen.) Dayo | Spectateurs : 14 000 Arbitrage : Victor Gomes | Spectateurs : 14 000 Arbitrage : Victor Gomes |
| 17h00 UTC+0      | Rapport (FIFA) Rapport (CAF)                    |         |                                              | Spectateurs : 14 000 Arbitrage : Victor Gomes | Spectateurs : 14 000 Arbitrage : Victor Gomes |

## Bilan du groupe A

### Statistiques générales
- Meilleure attaque :  Algérie (25)

- Moins bonne attaque :  Djibouti (4)

- Meilleure défense : 
  -  Algérie (4)
  -  Burkina Faso (4)

- Moins bonne défense :   Djibouti (29)

- Meilleure différence de buts :  Algérie (+21)

- Moins bonne différence de buts :  Djibouti (-25)

- Plus gros écart :
  - Algérie  8 - 0  Djibouti (1er journée)

- Meilleur buteur :   Youcef Belaïli (4)

- Meilleur passeur :  Islam Slimani (7)

- Moyenne de buts par match: 4,5

### Buteurs et passeurs décisifs
| Joueurs / Adversaires | Domicile       | Domicile                        | Domicile                  | Domicile                                              |             | Extérieur      | Extérieur                    | Extérieur                                  | Extérieur | Total buts | Total passes décisives |   |   |
| --------------------- | -------------- | ------------------------------- | ------------------------- | ----------------------------------------------------- | ----------- | -------------- | ---------------------------- | ------------------------------------------ | --------- | ---------- | ---------------------- | - | - |
| Joueurs / Adversaires | Youcef Atal    |                                 |                           | Passe décisive                                        |             |                |                              |                                            |           | Total buts | Total passes décisives | 0 | 1 |
| Youcef Belaïli        |                | Passe décisive · Passe décisive |                           | Passe décisive · Passe décisive                       |             |                |                              | But inscrit                                | 1         | 4          |                        |   |   |
| Ismaël Bennacer       |                |                                 |                           |                                                       |             |                | But inscrit                  |                                            | 1         | 0          |                        |   |   |
| Saïd Benrahma         |                |                                 |                           |                                                       |             |                |                              | But inscrit · Passe décisive               | 1         | 1          |                        |   |   |
| Ramy Bensebaini       |                |                                 |                           | But inscrit                                           |             |                |                              |                                            | 1         | 0          |                        |   |   |
| Baghdad Bounedjah     |                |                                 |                           | But inscrit                                           |             |                | But inscrit · Passe décisive | Passe décisive                             | 2         | 2          |                        |   |   |
| Sofiane Feghouli      |                | But inscrit                     |                           |                                                       |             | But inscrit    | Passe décisive               | But inscrit                                | 3         | 1          |                        |   |   |
| Riyad Mahrez          |                | But inscrit                     | But inscrit · But inscrit | But inscrit · Passe décisive                          |             |                | But inscrit · Passe décisive |                                            | 5         | 2          |                        |   |   |
| Aïssa Mandi           |                |                                 |                           |                                                       |             |                | But inscrit                  |                                            | 1         | 0          |                        |   |   |
| Islam Slimani         |                |                                 | But inscrit · But inscrit | But inscrit · But inscrit · But inscrit · But inscrit |             | Passe décisive |                              | But inscrit                                | 7         | 1          |                        |   |   |
| Mehdi Zeffane         |                |                                 |                           | Passe décisive                                        |             |                |                              |                                            | 0         | 1          |                        |   |   |
| Ramiz Zerrouki        |                |                                 |                           | But inscrit                                           |             |                |                              |                                            | 1         | 0          |                        |   |   |
| Adem Zorgane          |                |                                 | Passe décisive            |                                                       |             |                |                              | Passe décisive                             | 0         | 2          |                        |   |   |
| Issoufou Dayo         | But inscrit    |                                 | But inscrit               | But inscrit                                           |             |                |                              |                                            | 3         | 0          |                        |   |   |
| Issa Kaboré           |                |                                 |                           |                                                       |             |                |                              | But inscrit                                | 1         | 0          |                        |   |   |
| Mohammed Konaté       |                |                                 |                           |                                                       |             |                | But inscrit                  | But inscrit · Passe décisive               | 2         | 1          |                        |   |   |
| Ouédraogo             |                |                                 |                           |                                                       |             |                |                              | Passe décisive                             | 0         | 1          |                        |   |   |
| Gustavo Sangaré       | Passe décisive |                                 |                           |                                                       |             |                | Passe décisive               |                                            | 0         | 2          |                        |   |   |
| Sanogo (en)           | But inscrit    |                                 |                           | Passe décisive                                        |             |                |                              | Passe décisive                             | 1         | 2          |                        |   |   |
| Traoré                | Passe décisive |                                 |                           |                                                       |             |                | But inscrit                  |                                            | 1         | 1          |                        |   |   |
| Tapsoba               | But inscrit    |                                 |                           | But inscrit                                           |             |                |                              | But inscrit · But inscrit · Passe décisive | 4         | 1          |                        |   |   |
| Abdoul Aziz (en)      |                |                                 |                           | Passe décisive                                        |             |                |                              |                                            | 0         | 1          |                        |   |   |
| Adebayor              |                |                                 |                           | But inscrit · But inscrit · But inscrit               |             |                |                              | But inscrit · But inscrit                  | 5         | 0          |                        |   |   |
| Djibrilla             |                |                                 |                           | But inscrit · But inscrit                             |             |                |                              |                                            | 2         | 0          |                        |   |   |
| Ali Mohamed           |                |                                 |                           |                                                       |             |                |                              | Passe décisive                             | 0         | 1          |                        |   |   |
| Sabo (en)             |                |                                 |                           | Passe décisive · Passe décisive                       |             |                |                              | But inscrit · Passe décisive               | 1         | 3          |                        |   |   |
| Sosah                 |                |                                 |                           | But inscrit · Passe décisive · Passe décisive         | But inscrit |                |                              |                                            | 2         | 2          |                        |   |   |
| Zakari Souleymane     |                |                                 |                           |                                                       |             |                |                              |                                            | 0 + 1     | 0          |                        |   |   |
| Wonkoye               |                |                                 |                           | But inscrit                                           |             |                |                              |                                            | 1         | 0          |                        |   |   |
| Oumarou               |                |                                 |                           |                                                       |             | But inscrit    |                              |                                            | 1 + 1     | 0          |                        |   |   |
| Wonkoye               |                |                                 |                           |                                                       |             |                |                              | But inscrit                                | 1         | 0          |                        |   |   |
| Abdi Ahmed            |                |                                 |                           |                                                       |             |                | But inscrit                  |                                            | 1         | 0          |                        |   |   |
| Anas Farah Ali        |                |                                 | But inscrit               |                                                       |             |                |                              |                                            | 1         | 0          |                        |   |   |
| Hassan Houssein       |                |                                 | But inscrit               |                                                       |             |                |                              |                                            | 1         | 0          |                        |   |   |
| Siad Isman (en)       |                |                                 |                           |                                                       |             |                | But inscrit                  |                                            | 1         | 0          |                        |   |   |
| Totaux                | Totaux         | Totaux                          | Totaux                    | Totaux                                                | Totaux      | Totaux         | Totaux                       | Totaux                                     | Totaux    | 54         | 29                     |   |   |

### Discipline
Un joueur est automatiquement suspendu pour le match suivant :
- S'il cumule deux avertissements (cartons jaunes) lors de deux matchs différents.
- S'il se voit décerner une exclusion de terrain (carton rouge).
  - En cas d’infraction grave, l’Instance de contrôle, d’éthique et de discipline de la FIFA est habilitée à aggraver la sanction, y compris en l'étendant à d'autres compétitions.

| Joueurs        | Cartons                                              | Suspensions                                    |
| -------------- | ---------------------------------------------------- | ---------------------------------------------- |
| Batio Youssouf | 1er journée, contre l' Algérie (2 septembre 2021)    | 2e journée, contre Niger (7 septembre 2021)    |
| Hassane Adamou | 2e journée, contre le Djibouti (6 septembre 2021)    | 3e journée, contre l' Algérie (8 octobre 2021) |
| Saad Daher     | 4e journée, contre le Burkina Faso (11 octobre 2021) | 5e journée, contre l' Algérie (novembre 2021)  |